# Au pays des brumes
Au pays des brumes (The Land of Mist) est un roman de sir Arthur Conan Doyle publié en 1926, et dans lequel il prend la défense du spiritisme et des spirites.
Il s'agit du troisième récit mettant en scène le professeur Challenger, bien qu'en réalité celui-ci n'apparaisse que très peu dans le récit.

## Résumé
Ce roman est divisé en 17 chapitres.
1. Nos envoyés spéciaux prennent le départ
2. Une soirée en bizarre compagnie
3. Le Professeur Challenger donne son avis
4. Dans Hammersmith, il s'en passe de drôles !
5. Nos envoyés spéciaux font une expérience remarquable
6. Dévoilons les mœurs d'un criminel notoire !
7. Le criminel notoire reçoit le châtiment que, selon la loi anglaise, il mérite
8. Trois enquêteurs tombent sur une âme en peine
9. Et voici des phénomènes très physiques !
10. De Profundis
11. Silas Linden touche son dû
12. Cimes et Abîmes
13. Le Professeur Challenger part en guerre
14. Challenger rencontre un étrange collègue
15. Où l'on tend des pièges pour un gros gibier
16. Challenger fait l'expérience de sa vie
17. Les brumes se dissipent